# تصفيق

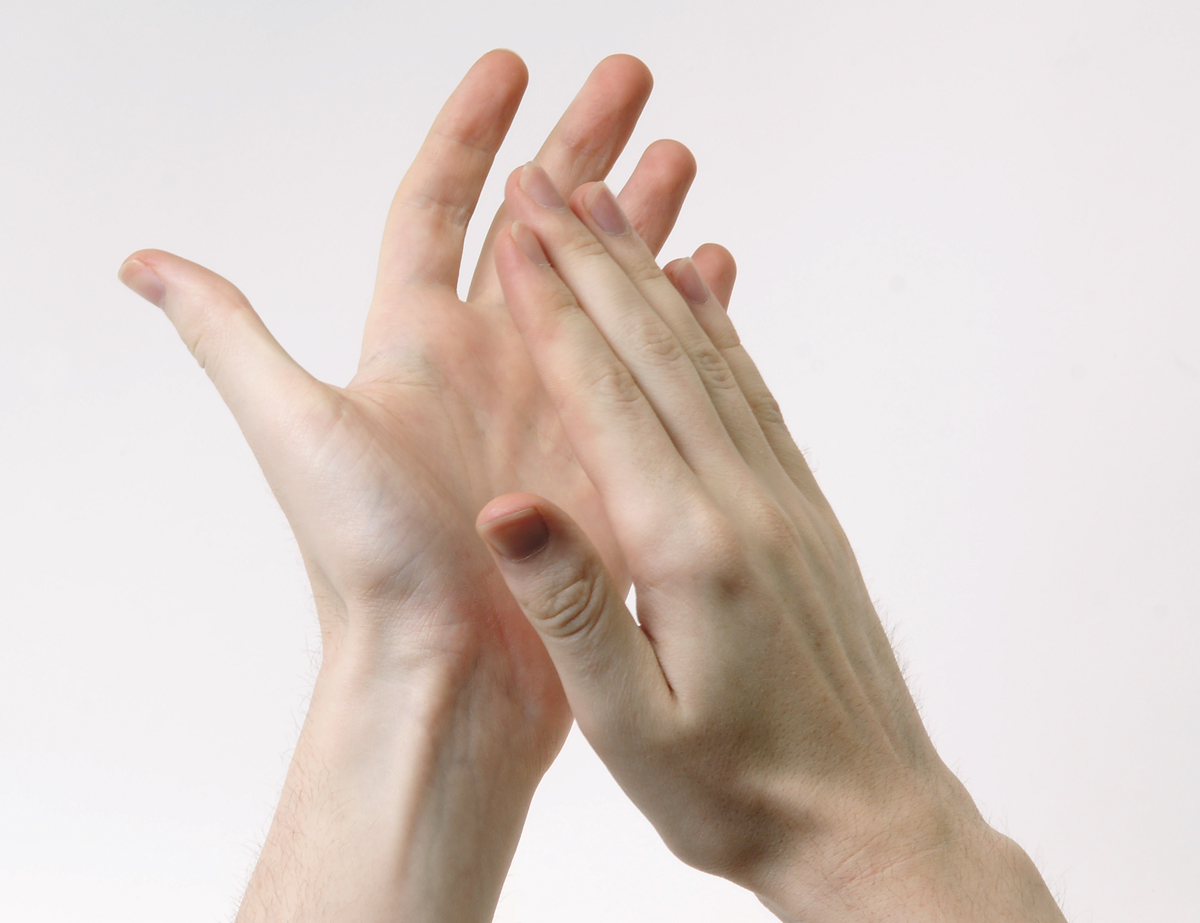
يدان تصفّقان.

التصفيق هو صوت إيقاعي ينتج عن ضرب سطحين مستويين، أو جزءين من أجزاء جسم الإنسان أو الحيوان. يصفّق الإنسان براحة اليد، والتي عادةً ما تكون بإيقاع سريع متواصل ومتكرر للتعبير عن الاستحسان والإعجاب والتقبّل، وأيضاً قد تعبّر عن إيقاع جسدي رقصي التي يترافق معها الموسيقى، الرقص، الترانيم، ألعاب اليد وألعاب التصفيق. وهو شكل من أشكال التواصل غير اللفظي الشامل، وهو مؤشر بسيط على الرأي المتوسط النسبي للمجموعة بأكملها. وقد يكون الهدف منه هو إصدار صوت مسموع لإثارة الانتباه، أو أن له علاقة بحالات الفرح لدى الإنسان القديم، حتى قبل تشكل اللغة المنطوقة. يعتبر الرقص والغناء المصحوب بالإيقاع من أقدم مظاهر الفرح لدى الإنسان ما قبل التاريخ، وفي غياب آلة إيقاع تصدر صوتاً، فإن التصفيق هو أسهل وسيلة لتحقيق ذلك.
بعض الناس يصفقون خلف إحدى اليدين براحة اليد الأخرى للدلالة على العجلة أو الحماسة. هذا الفعل قد يعتبره البعض الآخر غير مألوفاً.

## التاريخ
عُرِف التصفيق لأول مرة للدلالة على الاستحسان والرضا في القرن الثالث قبل الميلاد في مسرحيات الكاتب المسرحي الروماني بلاوتوس و الذي كان في مسرحياته يستعمله لإرشاد الممثلين للتقدم إلى الأمام بعد آخر الحديث كل يقولوا Valete et plaudite التي تعني باللغة اللاتينية الوداع والتصفيق  أما plaudite وحدها فهي كلمة تعني الضرب بقوة بمعنى ضرب اليد باليد. لكن لم يكن التصفيق هو الطريقة الوحيدة لدى الرومان ليعبروا عن رضاهم وإعجابهم بالشيء، فقد كانوا يقومون بأسلوب نقر الأصابع ورفع إصبع الإبهام خلال حضور المبارزات. وتماماً كالإغريق كان الجمهور الروماني يعبر عن ردود الفعل السلبية في العروض والتجمعات من خلال قذف الشيء أو السباب.
وبالرغم من أنه يدل على الاستحسان والقبول إلا أنه الآن يعتبر تصرفاً غير لائق في حفلات الأوركسترا. و هو ما يخالف ما كان سابقاً، حيث كان يعتبر عاملاً محفزاً ومؤثراً في العرض بكامله. فقد كان بعض الموسيقيين مثل موزارت وبيتهوفن يعيدان عزف مقطوعاتهما حسب التفاعل الإيجابي من طرف الجمهور. حيث قال موتسارت في رسالة أرسلها لوالده سنة 1778م و عبر من خلالها عن سعادته عن الأوقات التي كان يقاطع فيها الجمهور العرض بالتصفيق. حتى أن المؤدون والاستعراضيون كانوا يعرضون فعالياتهم وينتظرون تفاعل الجمهور ليعرفوا مدى استحسان الجماهير ورضاهم عن العزف وأشهرهم عازف البيانو فرانز ليست. عكس الموسيقار ريتشارد فاغنر حالياً الذي يقدم مقطوعات موسيقية بدون فواصل لعدم السماح للتصفيق.